# أدولف غارتنر
أدولف غارتنر (بالألمانية: Adolf Gärtner)‏ (و. 1870 – 1958 م) هو مخرج أفلام ألماني، ولد في برلين، توفي في لوس أنجلوس، عن عمر يناهز 88 عاماً.

## وصلات خارجية
- أدولف غارتنر على موقع IMDb (الإنجليزية)
- أدولف غارتنر على موقع ألو سيني (الفرنسية)
- أدولف غارتنر على موقع قاعدة بيانات الأفلام السويدية (السويدية)
- أدولف غارتنر على موقع كينوبويسك (الروسية)
- أدولف غارتنر في قاعدة بيانات الأفلام على الإنترنت